# Hans Caspar Waser

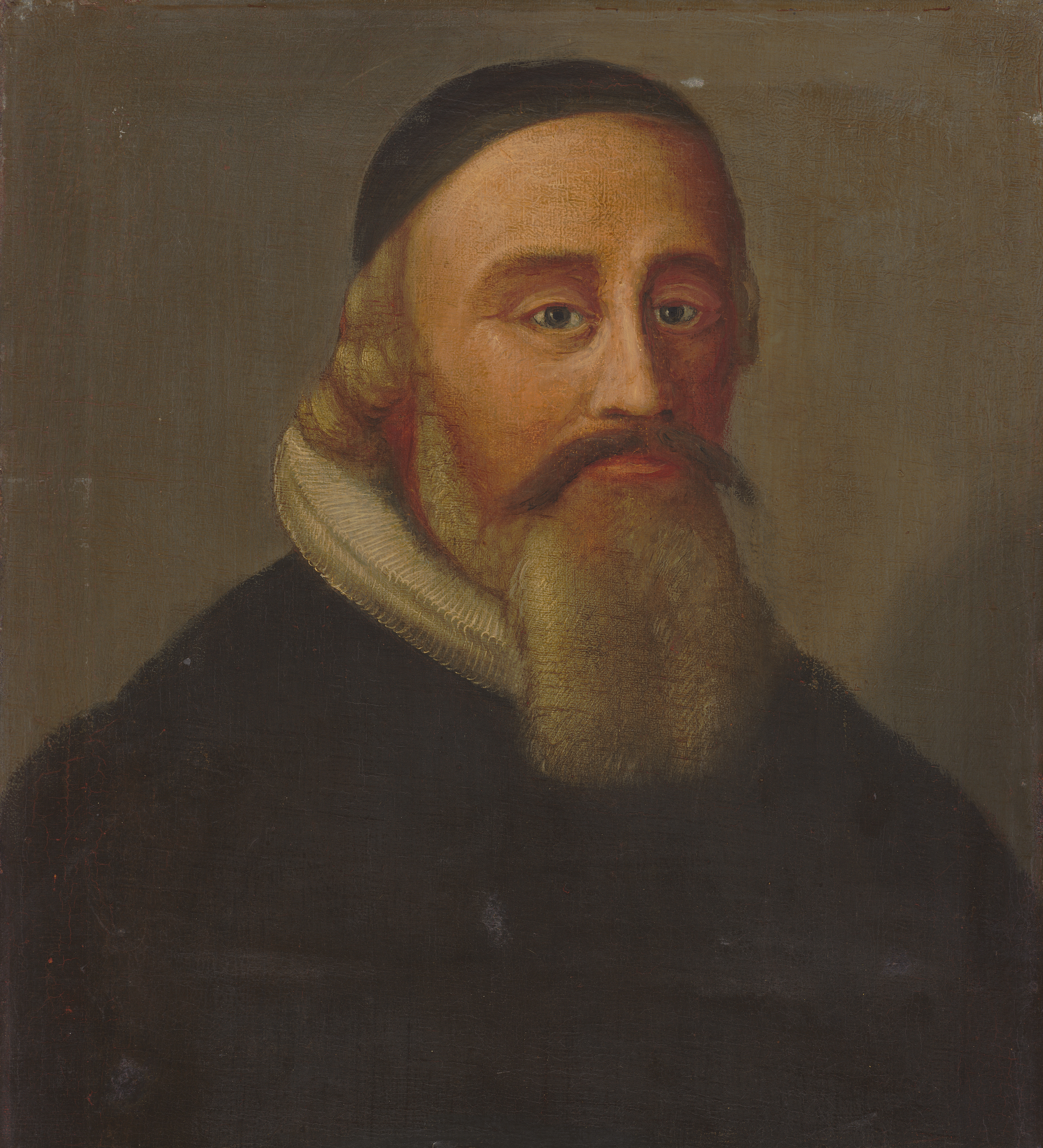
Hans Caspar Waser

Hans Caspar Waser, auch Johann Caspar Waser (* 5. Dezember 1612; anderes Datum 9. Dezember 1612 in Zürich; † November 1677 ebenda) war ein Schweizer evangelischer Geistlicher.

## Leben

### Familie
Hans Caspar Waser war der Sohn des Zürcher Antistes Kaspar Waser und dessen Ehefrau Dorothea (* 1571 in Zürich; † 1626), Tochter des Theologen und Historikers Josias Simler; zu seinen Geschwistern gehörten der spätere Bürgermeister Johann Heinrich Waser und Josias Waser (* 14. Juli 1598 in Zürich, November 1629 ebenda), Pfarrer an der Zürcher Predigerkirche.
Er war in erster Ehe mit Regula (* 1607 in Zürich), Tochter des Landvogts Konrad Holzhalb (1574–1623), gemeinsam hatten sie drei Kinder. In zweiter Ehe war er mit Esther (* 1621 in Zürich), Tochter von Felix von (1580–1640) und seit 1655 verwitwete Teucher, verheiratet.

### Ausbildung
Hans Caspar Waser immatrikulierte sich an der Académie de Lausanne und begann ein Theologiestudium, das er an der Académie de Saumur in Saumur und der Universität von Paris fortsetzte.

### Werdegang
1633 erfolgte seine Ordination und er war vier Monate Pfarrer in Zumikon, bevor er von 1633 bis 1636 als Lehrer an der Fraumünsterschule tätig war; in dieser Zeit war er Pfarrer in Wipkingen und Aufseher über die Exspektanten. 1636 wurde er Pfarrer in Rümlang; dort führte er auch den Kirchengesang ein. 1655 erfolgte seine Ernennung zum Archidiakon am Grossmünster in Zürich, worauf er dort 1662 zum Propst und Stiftsverwalter ernannt wurde.
1668 wurde er gegen seinen Willen zum Antistes von Zürich gewählt; in seine Amtszeit fällt 1675 der Erlass der Formula Consensus, den er maßgeblich mitformuliert hatte.